# Kunaschak
Kunaschak (russisch Кунаша́к; baschkirisch Ҡоншаҡ, Qonşaq; tatarisch Коншак, Konşak) ist ein Dorf (selo) in der Oblast Tscheljabinsk in Russland mit 6296 Einwohnern (Stand 14. Oktober 2010).

## Geographie
Der Ort liegt etwa 60 km Luftlinie nördlich des Oblastverwaltungszentrums Tscheljabinsk etwa 50 km vom östlichen Fuß des Ural entfernt. Er befindet sich zwischen mehreren abflusslosen Seen: Unmittelbar nördlich erstreckt sich der Kunaschaksee, der mit dem knapp 4 km entfernten weitaus größeren (etwa 50 km²) Ujelgisee verbunden ist. Gut 10 km südlich von Kunaschak fließt die Tetscha.
Kunaschak ist Verwaltungszentrum des Rajons Kunaschakski sowie Sitz der Landgemeinde Kunaschakskoje selskoje posselenije, zu der außerdem die Dörfer Arykowa (14 km nordnordöstlich), Borissowka (17 km östlich) und Kansafarowa (7 km nordwestlich) sowie die Siedlungen bei der Bahnstation Kunaschak, Lesnoi (beide 5 km ostsüdöstlich), Majak (19 km nordnordöstlich) und Rasjesd Nr. 3 (12 km nordöstlich) gehören.
Fast die Hälfte der Einwohner des Ortes und des Rajons sind Baschkiren, ein gutes Drittel Tataren, während Russen nur etwa 15 % stellen.

## Geschichte
Das Dorf ist seit 1736 bekannt und wurde vermutlich zwischen 1732 und 1735 in von Baschkiren besiedeltem Gebiet gegründet. Der Name ist dementsprechend turksprachig; bis ins 20. Jahrhundert waren im Russischen die Formen Kunschak oder Kunsak in Gebrauch, im Baschkirischen neben dem heutigen Qonşaq auch Könşəq (Көншәк).
Nach Gründung der Baschkirischen ASSR am 23. März 1919 gehörten Kunaschak und das umliegende Gebiet zum Kantons Argajasch der Baschkirischen ASSR, einer Enklave innerhalb der damaligen Oblast Ural. 1930 wurde Kunaschak Verwaltungssitz eines eigenständigen Kantons.  Ab Gründung der Oblast Tscheljabinsk am 17. Januar 1934 ging der Kanton als Teil des baschkirischen Nationalkreises Argajasch an die Oblast Tscheljabinsk über; der Nationalkreis bestand aber nur wenige Monate, und am 17. November 1934 wurde der Kunaschakski rajon als gewöhnlicher Rajon mit Verwaltungszentrum in Kunaschak ausgegliedert.

### Bevölkerungsentwicklung
| Jahr | Einwohner |
| ---- | --------- |
| 1939 | 3624      |
| 1959 | 4199      |
| 1970 | 4832      |
| 1979 | 5210      |
| 1989 | 5703      |
| 2002 | 5993      |
| 2010 | 6296      |

Anmerkung: Volkszählungsdaten

## Verkehr
Nach Kunaschak führt die Regionalstraße 75K-149, die knapp 20 km westlich von der autobahnartig ausgebauten Zweigstrecke Tscheljabinsk – Jekaterinburg abzweigt. Knapp 5 km östlich des Dorfes befindet sich die gleichnamige Bahnstation bei Streckenkilometer 92 der 1940 eröffneten Strecke Kamensk-Uralski – Tscheljabinsk.